# Benátky, Hradec Králové
Benátky là một làng thuộc huyện Hradec Králové, vùng Královéhradecký, Cộng hòa Séc.